# Думастури
Думастури (груз. დუმასტური) — село в Ахметском муниципалитете, Кахетия, Грузия.

## География
Расположено к северу от города Ахмета в Панкисском ущелье на правом берегу реки Алазани.